# Chiesa di Santa Maria Assunta (Bergamo, Valverde)
La chiesa di Santa Maria Assunta è la parrocchiale di Valverde, quartiere di Bergamo, in provincia e diocesi di Bergamo; fa parte del vicariato urbano Est.

## Storia
Nel 1494 i frati carmelitani vennero incaricati di edificare un convento presso la chiesa di Santa Maria fuori Porta San Lorenzo, in località Valverde.
Dalla relazione della visita pastorale del 1575 dell'arcivescovo di Milano san Carlo Borromeo s'apprende che questa chiesetta era filiale della parrocchiale di Santa Grata inter Vites.
 Nel sommario delle chiese della diocesi di Bergamo redatto nel 1666 dal cancelliere Marenzi si legge che la cappella di Valverde era compresa nella parrocchia urbana di San Lorenzo Martire. Tale situazione è confermata dagli scritti relativi alla visita pastorale del vescovo Giovanni Paolo Dolfin; in tale occasione il presule annotò che presso l'altare dei Santi Antonio e Rocco si riuniva la scuola dei disciplini di Santa Maria Maddalena.
 Il 22 giugno 1805 la parrocchia di San Lorenzo fu soppressa e l'oratorio di Santa Maria di Valverde fu reso sussidiario della parrocchia di Sant'Agata al Carmine.
 L'attuale chiesa venne costruita nel 1874 su progetto di don Antonio Piccinelli; fu eretta a parrocchiale il 21 maggio 1909 dal vescovo Giacomo Maria Tedeschi con territorio dismembrato da quelle di Sant'Agata del Carmine e di San Rocco di Castagneta, ma questa disposizione divenne effettiva il 1º gennaio 1910; primo parroco fu don Giuseppe Moretti.
 Nel 1921 vennero portati a compimento il campanile e la facciata e la chiesa fu consacrata il 19 agosto 1922 dal vescovo Luigi Maria Marelli.
 La struttura subì un intervento di restauro tra il 1956 e il 1957.
 Il 28 giugno 1971 la chiesa entrò a far parte della neo-costituita zona pastorale XVIII, per poi essere aggregata il 27 maggio del 1979 al vicariato urbano Est.
 Nel 1992 la parrocchiale venne nuovamente ristrutturata.

## Descrizione
La facciata della chiesa è in stile neoclassico; è caratterizzata da quattro lesene corinzie complete di alta zoccolatura e dal timpano triangolare e, sopra il portale, si trova una finestra semicircolare.
La pianta dell'edificio è a croce greca e opere di pregio conservate al suo interno sono il fonte battesimale e gli altari del Sacro Cuore di Gesù e di Santa Maria.